# Resolutie 832 Veiligheidsraad Verenigde Naties
Resolutie 832 van de Veiligheidsraad van de Verenigde Naties werd unaniem door de VN-Veiligheidsraad aangenomen op 27 mei 1993. De resolutie verlengde de ONUSAL-waarnemersmacht in El Salvador met een half jaar en breidde het mandaat uit.

## Achtergrond
Begin jaren 1980 waren de landen Nicaragua, Honduras en ook El Salvador in conflict met elkaar. In Nicaragua voerden allerlei groeperingen een gewapende strijd tegen de overheid. Die groeperingen werden heimelijk gesteund door de Verenigde Staten. Die laatsten gingen ook een overeenkomst aan met Honduras tegen communistische bewegingen in Nicaragua en El Salvador.
In El Salvador was een burgeroorlog begonnen tussen de overheid en de communistische beweging FMLN. Rond 1990 werd onderhandeld over vrede, wat in 1992 leidde tot de Vrede van Chapultepec.

## Inhoud

### Waarnemingen
De Veiligheidsraad was tevreden over secretaris-generaal Boutros Boutros-Ghali's inspanningen om het akkoord tussen El Salvador en het FMLN uit te voeren. Zestien maanden na het staakt-het-vuren was het vredesproces vergevordered en op schema. Nu moesten beide partijen zorgen dat de resterende problemen niet zouden dwarsliggen. El Salvador had gevraagd toe te zien op de verkiezingen die eraan kwamen in maart 1994.

### Handelingen
De Veiligheidsraad besloot het mandaat van de ONUSAL-waarnemingsmissie in El Salvador uit te breiden met de waarneming van de verkiezingen in maart 1994 en het te verlengen tot 30 november 1993. De Raad volgde ook het standpunt van de secretaris-generaal dat de verkiezingen het hoogtepunt van het hele vredesproces in El Salvador moesten worden.
Bij El Salvador en het FNLM werd aangedrongen zich aan de afspraken te houden, waaronder de overdracht van gronden, de herintegratie van ex-strijders en gewonden, de inzet van de burgerpolitie, de uitfasering van de nationale politie en de zuivering van het leger en de waarheidscommissie.
Alle landen werd gevraagd bij te dragen aan het vredesproces. De secretaris-generaal werd gevraagd om de Veiligheidsraad op de hoogte te houden van de verdere ontwikkelingen en voor het einde van het nieuwe mandaat opnieuw te rapporteren.

## Verwante resoluties
- Resolutie 784 Veiligheidsraad Verenigde Naties (1992)
- Resolutie 791 Veiligheidsraad Verenigde Naties (1992)
- Resolutie 888 Veiligheidsraad Verenigde Naties
- Resolutie 920 Veiligheidsraad Verenigde Naties (1994)

Lijst ·  800 ·  801 ·  802 ·  803 ·  804 ·  805 ·  806 ·  807 ·  808 ·  809 ·  810 ·  811 ·  812 ·  813 ·  814 ·  815 ·  816 ·  817 ·  818 ·  819 ·  820 ·  821 ·  822 ·  823 ·  824 ·  825 ·  826 ·  827 ·  828 ·  829 ·  830 ·  831 ·  832 ·  833 ·  834 ·  835 ·  836 ·  837 ·  838 ·  839 ·  840 ·  841 ·  842 ·  843 ·  844 ·  845 ·  846 ·  847 ·  848 ·  849 ·  850 ·  851 ·  852 ·  853 ·  854 ·  855 ·  856 ·  857 ·  858 ·  859 ·  860 ·  861 ·  862 ·  863 ·  864 ·  865 ·  866 ·  867 ·  868 ·  869 ·  870 ·  871 ·  872 ·  873 ·  874 ·  875 ·  876 ·  877 ·  878 ·  879 ·  880 ·  881 ·  882 ·  883 ·  884 ·  885 ·  886 ·  887 ·  888 ·  889 ·  890 ·  891 ·  892